# 斯蒂芬·默切特
斯蒂芬·詹姆斯·默切特（Stephen James Merchant，1974年11月24日—）是一個英國作家、導演、電台主持人、喜劇演員和演員。他編劇並出演過多部英國電視劇和電影。最著名的是與瑞吉·葛文的合作，聯合編導廣受歡迎的英國情景喜劇《辦公室風雲》，並聯合編導和合演《Extras》，共同承辦葛文的聯合場劇，其中形式包含收音機，播客，有聲讀物和電視節目。該劇曾獲得索尼獎的銅牌獎。

## 外部連結
- Official website （页面存档备份，存于）
- 斯蒂芬·默切特在互联网电影资料库（IMDb）上的資料（英文）
- Interviewed on BBC Radio Five Live
- Xfm: Biography （页面存档备份，存于）
- Tall man, taller success story （页面存档备份，存于） – interview in The Telegraph – 8 August 2005
- Interview with Barbara Ellen （页面存档备份，存于） in The Observer Magazine – 5 November 2006
- An Englishman abroad （页面存档备份，存于）
- Stephen Merchant interview
- Stephen Merchant （页面存档备份，存于） interviewed by Sophie Elmhirst on New Statesman.